# جبهه آسیایی و اقیانوس آرام جنگ جهانی اول
جبهه آسیا و اقیانوس آرام جنگ جهانی اول (انگلیسی: Asian and Pacific theatre of World War I) شامل تعاملات نظامی مختلفی بود که در قاره آسیا و جزایر اقیانوس آرام انجام می‌شد. آنها شامل نبردهای دریایی، فتح  متفقین جنگ جهانی اول درمستعمرات امپراتوری آلمان در اقیانوس آرام و چین و شورش ضد روسی در ترکستان غربی است. مهمترین اقدام نظامی، محاصره دقیق و خوب محاصره چینگ‌دائو در چین بود، اما اقدامات کوچکتر نیز در بیتا پاکا و توما در گینه نو آلمان انجام شد.